# Campbell (California)
Campbell è una città della contea di Santa Clara, in California, situata nella San Francisco Bay Area. Al censimento del 2020, la popolazione era di 44 028 abitanti.
A Campbell ha sede il Pruneyard Shopping Center, un vasto complesso di negozi all'aperto, che è stato coinvolto in un famoso caso della Corte Suprema degli Stati Uniti che ha stabilito l'estensione del diritto alla libertà di parola in California. Oggigiorno, il Pruneyard Shopping Center ospita gli uffici del Federal Bureau of Investigation, più precisamente della sezione South Bay.

## Geografia fisica
Secondo l'Ufficio del censimento degli Stati Uniti, ha una superficie totale di 5,89 mi² (15,26 km²).

## Società

### Evoluzione demografica
Secondo il censimento del 2020, la popolazione era di 43 959 abitanti.